# Asian Tri-Nations Rugby 2013
Navigation
Asian Tri-Nations Rugby 1999
L'Asian Tri-Nations Rugby 2013 est la seconde édition de la compétition de rugby à XV organisée par la fédération singapourienne de rugby à XV sous l'égide de l'Asian Rugby Football Union, après une pause de la compétition de 14 ans à la suite de la première édition. L'équipe réserve de Hong Kong remporte la compétition.

## Classement
| Rang | Pays           | J | V | N | D | Bo | Bd | Pm  | Pe | Diff | Pts |
| ---- | -------------- | - | - | - | - | -- | -- | --- | -- | ---- | --- |
| 1    | Hong Kong      | 2 | 2 | 0 | 0 | 2  | 0  | 102 | 30 | +72  | 10  |
| 2    | Singapour      | 2 | 1 | 0 | 1 | 1  | 0  | 55  | 54 | +1   | 5   |
| 3    | Taipei chinois | 2 | 0 | 0 | 2 | 0  | 0  | 24  | 97 | -73  | 0   |

|  | Vainqueur de la compétition |

## Résultats
| 18 août 2013 16:00 | Singapour | 25 - 35 | Hong Kong A | Yio Chu Kang Stadium, Singapour |
| 18 août 2013 16:00 |           |         |             | Yio Chu Kang Stadium, Singapour |
| 18 août 2013 16:00 |           |         |             | Yio Chu Kang Stadium, Singapour |

| 21 août 2013 17:30 | Hong Kong A | 67 – 5 | Taipei chinois | Yio Chu Kang Stadium, Singapour |
| 21 août 2013 17:30 |             |        |                | Yio Chu Kang Stadium, Singapour |
| 21 août 2013 17:30 |             |        |                | Yio Chu Kang Stadium, Singapour |

| 24 août 2013 18:00 | Singapour | 30 – 19 | Taipei chinois | Yio Chu Kang Stadium, Singapour |
| 24 août 2013 18:00 |           |         |                | Yio Chu Kang Stadium, Singapour |
| 24 août 2013 18:00 |           |         |                | Yio Chu Kang Stadium, Singapour |